# Множина великих тригонометричних сум
Множина великих тригонометричних сум — поняття теорії чисел — множина індексів, у яких перетворення Фур'є характеристичної функції заданої підмножини групи набуває досить великих значень.
Для зручності викладу далі у статті використовується скорочення МВТС, хоча воно не є загальноприйнятим.

## Визначення
У класичному методі тригонометричних сум часто буває потрібно оцінити зверху значення модуля суми {\displaystyle \sum \limits _{x\in X}{e^{\frac {ax}{n}}}} для деякої підмножини {\displaystyle X\subset {\mathbb {Z} }_{n}} циклічної групи. Якщо ця сума має малий модуль за всіх {\displaystyle a\not \equiv 0{\pmod {n}}}, то з цього можна зробити висновки про рівномірність розподілу {\displaystyle X} серед неперервних відрізків лишків за модулем {\displaystyle n}. Це виконується, наприклад, для множини квадратичних лишків (і взагалі степеневих лишків), дискретних логарифмів послідовних чисел або (для простих {\displaystyle n}) виразів вигляду {\displaystyle a+a^{-1}}, де {\displaystyle a^{-1}} — обернений елемент {\displaystyle {\mathbb {F} }_{n}} відносно множення (суми Клоостермана) .
Природно постає питання: якщо не для всіх {\displaystyle a\not \equiv 0{\pmod {n}}} розглянуті суми мають малий модуль, то для скількох {\displaystyle a} цей модуль може бути дуже великим, і для яких саме наборів значень {\displaystyle a} це може виконуватись? Наприклад, очевидно, що якщо це виконується для {\displaystyle a}, то й для {\displaystyle -a} теж, але виникає питання існування інших таких загальних закономірностей, які залежать від природи множини {\displaystyle X}.
Це питання широко розглянуто в адитивній комбінаториці, ідеєю якої і є виявлення закономірностей у структурі множин за мінімальних обмежень на них, а коефіцієнти Фур'є знаходять у ній широке застосування.

Закономірності, що стосуються МВТС, розглядають, як правило, виходячи з двох параметрів — розміру основної множини та межі, за якою відокремлюють значення тригонометричних сум. Іноді для зручності межу на тригонометричні суми записують не в явному вигляді, а параметризують через її відношення до розміру множини (оскільки модуль суми, очевидно, ніколи не перевищує розміру множини). Через це, а також через відмінності нормування коефіцієнтів Фур'є, вирази у формулюваннях визначень і теорем у різних авторів можуть відрізнятися, але суть досліджуваних співвідношень залишається тією ж.
| Нехай {\displaystyle N} — натуральне число, {\displaystyle A\subset {\mathbb {Z} }_{N}}, {\displaystyle \|A\|=\delta N} Нехай також {\displaystyle {\widehat {A}}(\xi )=\sum \limits _{x\in A}{e^{2\pi {\frac {\xi x}{N}}i}}} означає {\displaystyle \xi }-й коефіцієнт Фур'є (не нормований) характеристичної функції {\displaystyle A}. Тоді множини великих тригонометричних сум з параметром визначаються (з точністю до параметра {\displaystyle \alpha }) як {\displaystyle {\mathcal {R}}_{\alpha }={\mathcal {R}}_{\alpha }(A)=\left\lbrace {\xi :\|{\widehat {A}}(\xi )\|\geq \alpha N}\right\rbrace } |

## Деякі прийоми вивчення

### Наближення функції множиною

Зміна індикаторної функції при фільтруванні коефіцієнтів Фур'є за різними значеннями

Для побудови прикладів множин, які мають МВТС з тими чи іншими властивостями, часто будують функції, які мають відповідні коефіцієнти Фур'є, а потім на цій підставі констатують існування множин, коефіцієнти Фур'є яких не сильно відрізняються від коефіцієнтів цих функцій. Підстави для цього дає така лема, доведення якої перегукується з загальною лінійно-алгебричною ідеєю і виходить за рамки науки про МВТС:
| Якщо {\displaystyle f:{\mathbb {Z} }_{N}\to [0;1]}, то існує множина {\displaystyle S\subset {\mathbb {Z} }_{N}} розміру {\displaystyle \left\lfloor {\sum \limits _{x}{f(x)}}\right\rfloor } така, що {\displaystyle \forall r\in {\mathbb {Z} }_{N}:\|{\widehat {S}}(r)-{\widehat {f}}(r)\|\leq 20{\sqrt {N}}} |

### Фільтрування коефіцієнтів Фур'є
Для виведення загальних тверджень про МВТС деяких множин зручно використовувати функції, утворені з індикаторної функції множини фільтруванням коефіцієнтів Фур'є за цією МВТС, тобто таку функцію {\displaystyle f}, що
{\displaystyle {\widehat {f}}(\xi )={\begin{cases}{\widehat {1_{A}}}(\xi )&\xi \in {\mathcal {R}}_{\alpha }(A)\\0&\xi \not \in {\mathcal {R}}_{\alpha }(A)\end{cases}}}
Виявляється, що в таких функцій більша частина суми значень також концентрується в {\displaystyle A}.

## Властивості

### Розмір
З рівності {\displaystyle \sum \limits _{\xi }{|{\widehat {A}}(\xi )|^{2}}=|A|^{2}} легко виходить. що {\displaystyle |{\mathcal {R}}_{\alpha }|<{\frac {\delta }{\alpha ^{2}}}}.
Для деяких значень {\displaystyle \delta ,\alpha } ця оцінка досить точна за порядком зростання.

#### Приклад— квадратичні лишки
Якщо {\displaystyle Q_{p}\subset {\mathbb {Z} }_{p}} — множина квадратичних лишків за простим модулем {\displaystyle p}, {\displaystyle \delta ={\frac {p+1}{2p}},\ \alpha \approx {\frac {1}{2{\sqrt {p}}}}}, то для {\displaystyle |{\mathcal {R}}_{\alpha }(Q_{p})|=p} оцінка перетворюється на нерівність близьку до {\displaystyle |{\mathcal {R}}_{\alpha }(Q_{p})|<2(p+1)}.
За допомогою конструкції вигляду {\displaystyle \bigcup \limits _{s=0}^{k-1}{(sp+Q_{p})}\subset {\mathbb {Z} }_{kp}} цю ідею можна узагальнити на МВТС із меншою відносно модуля межею на значення суми. При цьому між оцінкою та реальним розміром МВТС утворюється та сама різниця.

#### Приклад— послідовні числа
У прикладі з квадратичними лишками величина {\displaystyle \delta ={\frac {p+1}{2p}}\approx {\frac {1}{2}}} близька до фіксованої. Щоб знайти приклади із довільною величиною {\displaystyle \delta }, достатньо розглянути множину {\displaystyle A=\{1,2,\dots ,m\}\subset {\mathbb {Z} }_{N}}, де {\displaystyle m\ll N}.
Тоді {\displaystyle \forall \xi <{\frac {N}{4m}}\forall a\in A:\ \arg \left({e^{2\pi {\frac {\xi a}{N}}i}}\right)<{\frac {\pi }{2}}} (тобто напрямки векторів, відповідних {\displaystyle e^{2\pi {\frac {\xi a}{N}}i}}, обмежені досить вузьким кутом) і тому {\displaystyle \forall \xi <{\frac {N}{4m}}:|{\widehat {A}}(\xi )|\gg {\frac {m}{2}}}, так що правильна оцінка знизу {\displaystyle |{\mathcal {R}}_{\frac {m}{2N}}(A)|\geq \left\lfloor {\frac {N}{4m}}\right\rfloor }. Більш того, оскільки {\displaystyle |{\widehat {A}}(\xi )|=|{\widehat {A}}(-\xi )|}, то правильно навіть, що {\displaystyle |{\mathcal {R}}_{\frac {m}{2N}}(A)|\geq \left\lfloor {\frac {N}{2m}}\right\rfloor }.
Однак при {\displaystyle \delta ={\frac {m}{N}},\ \alpha ={\frac {m}{2N}}} оцінка зверху перетворюється на нерівність {\displaystyle |{\mathcal {R}}_{\alpha }(A)|\leq 4{\frac {N}{m}}}.
Виходить що {\displaystyle \left\lfloor {\frac {N}{2m}}\right\rfloor \leq |{\mathcal {R}}_{\alpha }(A)|\leq 4{\frac {N}{m}}} та оцінка зверху також точна до множення на сталу.

### Структура
Ступінь структурованості МВТС у різних сенсах можна оцінити досить точно, коли вони досить великі. У разі коли вони мають малий розмір, МВТС можуть бути цілком довільними.

#### Адитивна енергія
З одного боку, МВТС допускають нижню оцінку на адитивну енергію будь-якої своєї підмножини.
| Якщо {\displaystyle B\subset {\mathcal {R}}_{\alpha }}, то {\displaystyle T_{k}(B)\gg _{k}{\frac {\alpha ^{2k}}{\delta ^{2k-1}}}\|B\|^{2k}} |

З іншого боку, за деяких додаткових (не надто сильних) умов на параметри {\displaystyle k,\alpha ,\delta } існує множина {\displaystyle A}, для якої правильна і верхня оцінка {\displaystyle T_{k}({\mathcal {R}}_{\alpha })\ll _{k}{\frac {\delta }{\alpha ^{2k}}}}, причому {\displaystyle |{\mathcal {R}}_{\alpha }|\gg {\frac {\delta }{\alpha ^{2}}}}. Це говорить про те, що іноді МВТС можуть бути все-таки досить великими та безструктурними одночасно.
Для побудови використовують множину {\displaystyle \Lambda }, яка має особливим способом посилену властивість дисоціативності.
Саму множину {\displaystyle A} визначають як об'єднання зсувів {\displaystyle |\Lambda |} різних арифметичних прогресій із різницями {\displaystyle \lambda \in \Lambda }, причому зсуви вибирають так, щоб кожна нова прогресія, що додається до множини, мала з уже побудованою множиною якнайменший перетин.
У випадку, коли {\displaystyle {\mathcal {R}}_{\alpha }} має найбільший можливий розмір, ці оцінки (якщо першу розглядати для {\displaystyle B={\mathcal {R}}_{\alpha }}) збігаються з точністю до сталої, яка залежить від {\displaystyle k}. Тобто, для досить широкого класу значень параметрів {\displaystyle \delta ,\alpha } існують множини, міра структурованості МВТС яких визначена майже однозначно, причому їхні МВТС виявляються тим більш безструктурними, чим більше в них елементів (чим більша різниця між {\displaystyle \delta } і {\displaystyle \alpha }).

#### Адитивна розмірність
Інша досліджувана характеристика — адитивна розмірність МВТС, тобто розмір найбільшої дисоціативної множини, що міститься в ньому. Далі цю величину позначено як {\displaystyle \dim _{+}({\mathcal {R}}_{\alpha })}.
Чанг 2002 року довела, що {\displaystyle \dim _{+}({\mathcal {R}}_{\alpha })\ll {\left({\frac {\delta }{\alpha }}\right)}^{2}\log {\left({\frac {1}{\delta }}\right)}}. Основу доведення становило застосування нерівності Рудіна до функції, утвореної з індикаторної функції множини фільтруванням коефіцієнтів Фур'є {\displaystyle {\mathcal {R}}_{\alpha }}.
Разом з тим, Грін 2003 року показав, що за умов
- {\displaystyle \delta \leq {\frac {1}{8}}}

- {\displaystyle \alpha \leq {\frac {\delta }{32}}}

- {\displaystyle {\left({\frac {\delta }{\alpha }}\right)}^{2}\log {\left({\frac {1}{\delta }}\right)}\leq {\frac {\log N}{\log \log N}}}

існує множина {\displaystyle A}, для якої {\displaystyle \dim _{+}({\mathcal {R}}_{\alpha })\gg {\left({\frac {\delta }{\alpha }}\right)}^{2}\log {\left({\frac {1}{\delta }}\right)}}.
Тобто, розглядаючи досить великі значення сум, адитивну розмірність МВТС можна оцінити досить точно.

#### Довільність
Якщо МВТС досить мала, порівняно зі своїм найбільшим можливим розміром, то загальна оцінка на адитивну енергію виявляється тривіальною, тобто не дозволяє нічого сказати про внутрішню структуру множини.

Виявляється, що в цьому випадку про неї нічого сказати і не можна — тобто довільна множина може бути малою МВТС.
| Теорема (Шкредов) Якщо - {\displaystyle \delta <{\frac {1}{2}}} - {\displaystyle 20{\frac {1}{\sqrt {N}}}<\alpha \leq {\frac {\delta }{2}}} - {\displaystyle \|S\|\leq {\frac {\delta }{2\alpha }}} - {\displaystyle S=-S} то {\displaystyle \exists A:\ \|A\|=\left\lfloor {\delta N}\right\rfloor } і {\displaystyle {\mathcal {R}}_{\alpha }(A)=S} |

Основним обмеженням тут є {\displaystyle |S|\leq {\frac {\delta }{2\alpha }}} — інші зумовлені загальною природою тригонометричних сум.
Обмеження на розмір можна ослабити до {\displaystyle |S|\leq {\frac {\delta }{\alpha }}\log {\frac {1}{\delta }}}, якщо додати умову на те, що {\displaystyle S} має деяку властивість, яка є варіацією дисоціативності.

#### Зв'язок між МВТС різних множин
МВТС множин розміру {\displaystyle \left\lfloor {\frac {N}{2}}\right\rfloor } (половина розміру групи) у певному сенсі покривають структуру решти МВТС.
| Теорема (Грін) Якщо {\displaystyle \alpha \geq 80{\frac {1}{\sqrt {N}}}}, то для будь-якого {\displaystyle A\subset {\mathbb {Z} }_{N}} існує {\displaystyle B\subset {\mathbb {Z} }_{N}} таке, що {\displaystyle \|B\|=\left\lfloor {\frac {N}{2}}\right\rfloor } і {\displaystyle {\mathcal {R}}_{\alpha }(A)\subset {\mathcal {R}}_{\frac {\alpha }{4}}(B)} |

## Узагальнення
МВТС можуть вивчатися не тільки для циклічних, але й для будь-яких груп, якщо правильно узагальнити поняття коефіцієнта Фур'є.
Наприклад, для будь-кого {\displaystyle \alpha <{\frac {1}{2}}} та множини {\displaystyle A\subset {\mathbb {Z} }_{2}^{n}} її {\displaystyle \alpha }-МВТС містить у собі підгрупу розміру {\displaystyle {}^{\left({\frac {1}{\alpha ^{3}}}\right)}2} (останній вираз означає тетрацію).

## Застосування
Чанг застосувала оцінки на адитивну розмірність МВТС для поліпшення оцінок у теоремі Фреймана.